# Військова академія (Португалія)
Військова академія (порт. Academia Militar) — військова академія в Португалії. Розташована у Лісабоні. Має статус державного університету. Один із трьох вищих військових навчальних закладів країни поряд з Академією повітряних сил та Морською школою. Заснована 12 лютого 1959 року на основі Армійської школи. Попередниками Академії були: Артилерійський ліцей (1641—1790), Королівська артилерійська академія (1790—1837), Армійська школа (1837—1911, 1937—1959), Воєнна школа (1911—1919), Військова школа (1919—1937). Підпорядковується Міністерству науки, технології і вищої освіти. Має корпуси у столичному Бемпоштському палаці, а також Амадорі. Здійснює підготовку офіцерів для Португальської армії та Національної гвардії за спеціальностями: кіннота, піхота, артилерія, військове управління, інженерна справа, комунікації, електротехніка, медицина, ветеринарія, фармакологія. Займається дослідженнями у військовій галузі.

## Історія
- 1641—1790: Артилерійський ліцей
- 1790—1837: Королівська артилерійська академія
- 1837—1911: Армійська школа
- 1911—1919: Воєнна школа
- 1919—1937: Військової школа
- 1937—1959: Армійська школа
- з 1959: Військова академія

## Галерея

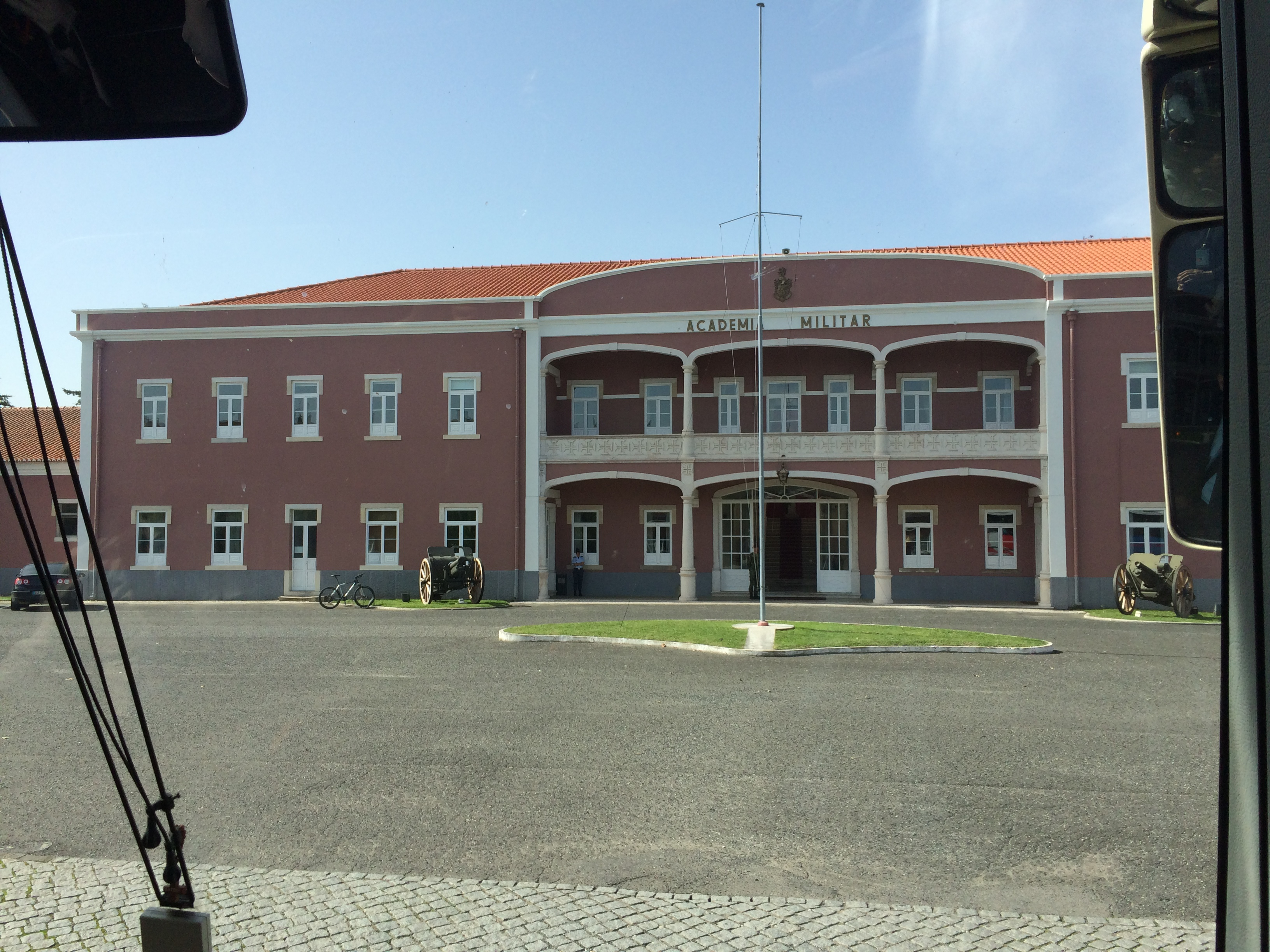
Корпус військової академії в Амадора
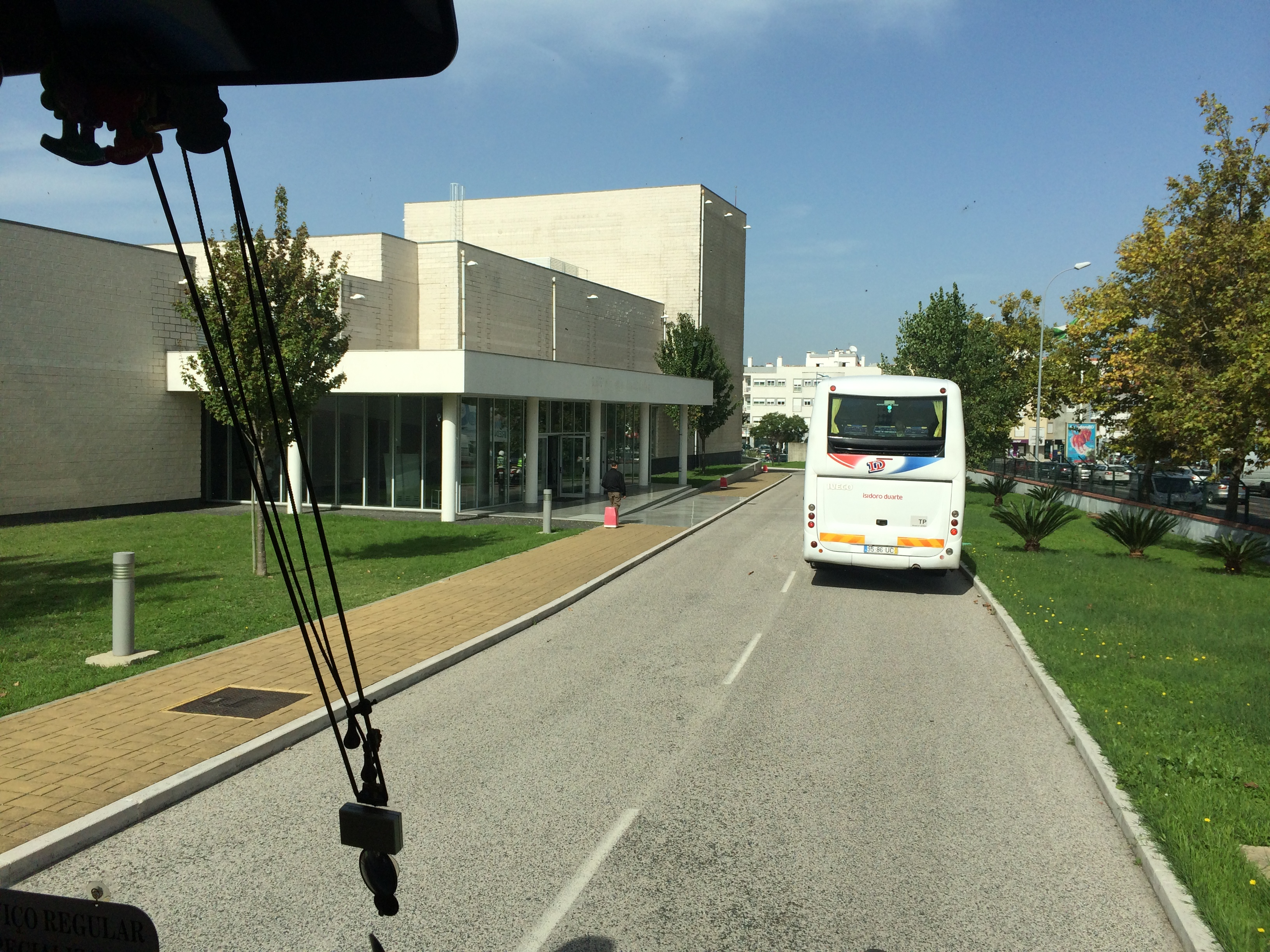
Будівля конференц-зала військової академії в Амадора
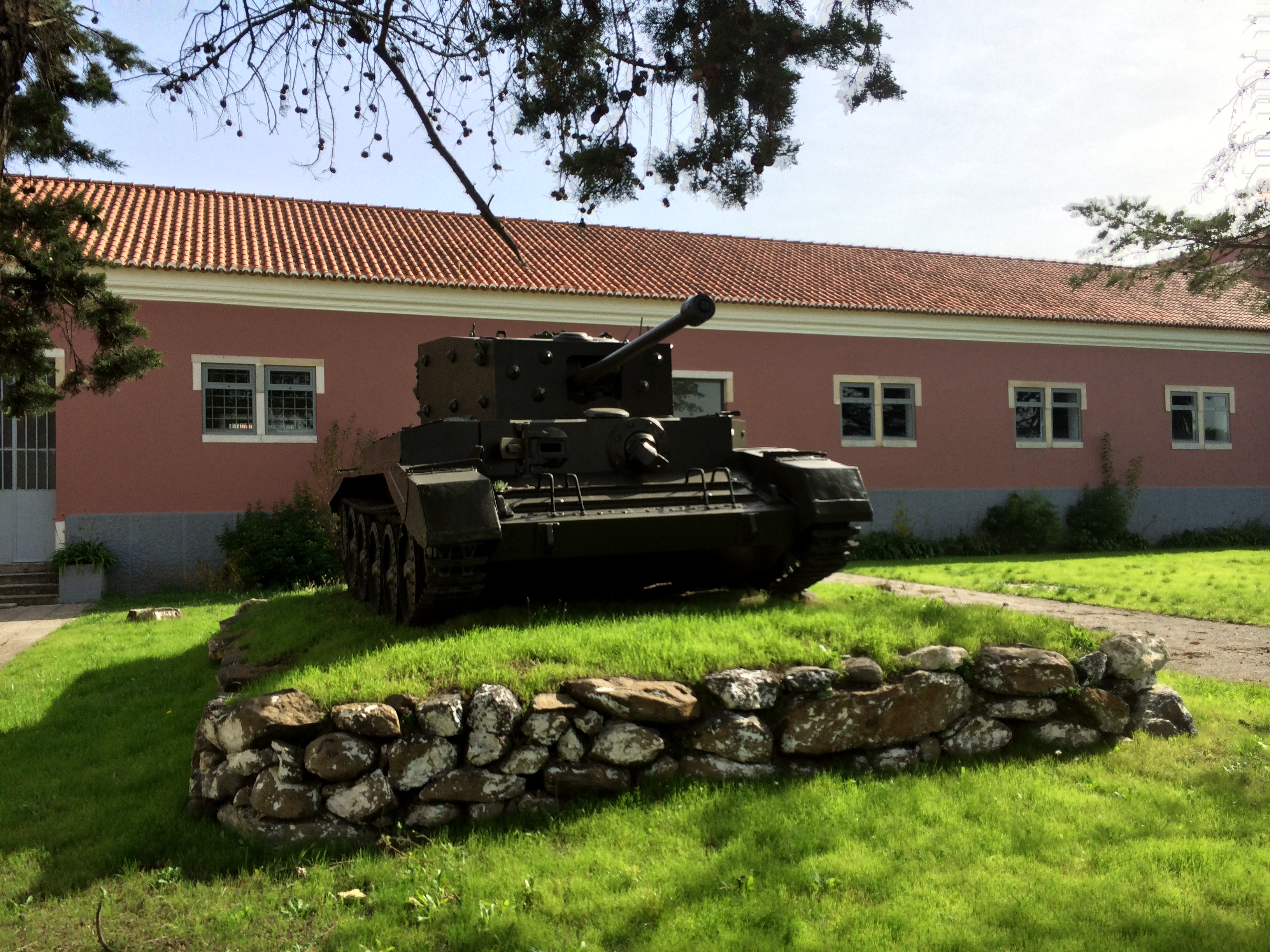
Одна з пам'яток на території військової академії в Амадора